# Primer ministro
El primer ministro (primera ministra, en femenino) o premier (del inglés ‘primero, principal’) es un político que sirve como jefe del poder ejecutivo en algunos Estados como un cargo diferenciado del jefe de Estado. Es el jefe del gabinete y el líder de los ministros en la rama ejecutiva del gobierno, a menudo en un parlamentario o sistema semipresidencial. En estos sistemas, el primer ministro no es el jefe de Estado, sino el jefe de Gobierno, y suele estar a las órdenes de un monarca en un monarquía constitucional democrática o de un presidente en una república.
En los sistemas parlamentarios inspirados en el sistema de Westminster, el primer ministro es el presidente y verdadero jefe de Gobierno. En estos sistemas, el jefe de Estado o su representante oficial (por ejemplo, el monarca, el presidente o el gobernador general) suele ocupar un cargo principalmente ceremonial, aunque a menudo con poderes de reserva.
En algunos sistemas presidenciales, como en Corea del Sur y Perú, el primer ministro lidera el gabinete, pero no ostenta la jefatura del Gobierno.
En muchos sistemas, el primer ministro selecciona y puede destituir a otros miembros del gabinete, y asigna puestos a los miembros del gobierno. En la mayoría de los sistemas, el primer ministro es el miembro que preside y presidente del gabinete. En una minoría de sistemas, especialmente en los sistemas semipresidenciales, el primer ministro es el funcionario designado para gestionar la administración pública y ejecutar las directrices del jefe de Estado.
En la actualidad, el primer ministro suele ser, aunque no siempre, miembro del poder legislativo o de su cámara baja, y se espera que, junto con otros ministros, garantice la aprobación de los proyectos de ley en la legislatura. En algunas monarquías el monarca también puede ejercer poderes ejecutivos (conocidos como prerrogativa real) sin la aprobación del parlamento.
Además de ser jefe de Gobierno, el primer ministro puede requerir el desempeño de otras funciones o cargos: el primer ministro del Reino Unido, por ejemplo, es también primer ministro del Tesoro y ministro de la Administración Pública. En algunos casos, los primeros ministros pueden optar por ocupar cargos ministeriales adicionales (por ejemplo, cuando la cartera es fundamental para el mandato de ese gobierno): durante la Segunda Guerra Mundial, Winston Churchill fue también ministro de Defensa (aunque entonces no existía el Ministerio de Defensa). Otro ejemplo es el trigésimo cuarto gobierno de Israel  (2015-2019), cuando Benjamín Netanyahu ejerció en un momento dado como primer ministro y ministro de Comunicaciones, de Asuntos Exteriores, de Cooperación Regional, de Economía, de Defensa y del Interior.

## Historia

### Origen
Los monarcas de Inglaterra y del Reino Unido tenían ministros en los que depositaban una especial confianza y que eran considerados la cabeza del gobierno. Ejemplos de ello fueron Thomas Cromwell, conde de Essex bajo Enrique VIII; Guillermo Cecil, lord Burghley bajo Isabel I; Edward Hyde, conde de Clarendon bajo Carlos II y Sidney Godolphin bajo la reina Ana. Estos ministros ocupaban diversos cargos formales, pero comúnmente se les conocía como «ministro», «ministro principal» y, finalmente, «primer ministro».
El poder de estos ministros dependía totalmente del favor personal del monarca. Aunque la gestión del parlamento era una de las habilidades necesarias para ocupar un alto cargo, no dependían de una mayoría parlamentaria para tener poder. Aunque existía un gabinete, éste era nombrado íntegramente por el monarca, y éste solía presidir sus reuniones.
Cuando el monarca se cansaba de un primer ministro, éste podía ser destituido, o algo peor: Cromwell fue ejecutado y Clarendon expulsado cuando perdieron el favor. Los reyes a veces dividían el poder a partes iguales entre dos o más ministros para evitar que uno de ellos adquiriera demasiado poder. A finales del reinado de Ana, por ejemplo, los ministros tories Robert Harley, conde de Oxford y Mortimer y Henry St John, vizconde de Bolingbroke compartían el poder.

### Evolución

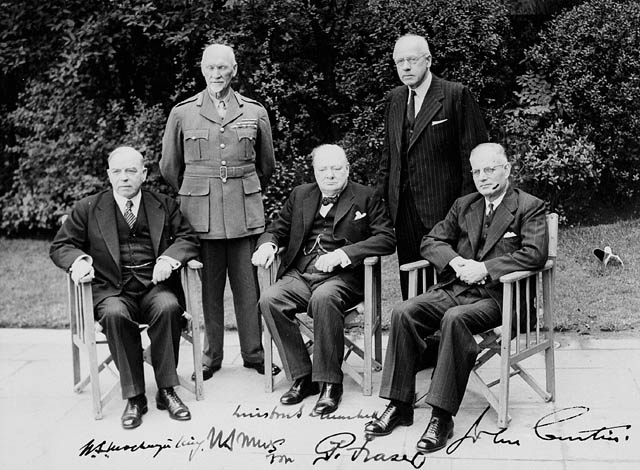
Los primeros ministros de cinco miembros de la Mancomunidad de Naciones en la conferencia de primeros ministros de la Mancomunidad de 1944.

A mediados del siglo XVII, tras la guerra civil inglesa (1642-1651), el Parlamento reforzó su posición frente al monarca y luego obtuvo más poder mediante la Revolución Gloriosa de 1688 y la aprobación de la Declaración de Derechos en 1689. El monarca ya no podía establecer ninguna ley ni imponer ningún impuesto sin su permiso, por lo que la Cámara de los Comunes pasó a formar parte del gobierno. Es en este momento cuando comienza a surgir un estilo moderno de primer ministro.
Un punto de inflexión en la evolución del cargo de primer ministro se produjo con la muerte de la reina Ana en 1714 y el ascenso al trono de Jorge I. Jorge no hablaba inglés, pasaba gran parte de su tiempo en su casa de Hanóver y no tenía ni conocimiento ni interés en los detalles del gobierno inglés. En estas circunstancias era inevitable que el primer ministro del rey se convirtiera en el jefe de Gobierno de facto.
A partir de 1721, fue el político whig Robert Walpole, conde de Orfold, que ocupó el cargo durante veintiún años. Walpole presidía las reuniones del gabinete, nombraba a todos los demás ministros, dispensaba el patrocinio real y llenaba la Cámara de los Comunes con sus partidarios. Con Walpole se desarrolló la doctrina de la solidaridad en el gabinete. Walpole exigía que ningún ministro, salvo él mismo, tuviera tratos privados con el rey, y también que cuando el gabinete hubiera acordado una política, todos los ministros debían defenderla en público o dimitir. Como dijo un primer ministro posterior, William Lamb, lI vizconde de Melbourne: «No importa lo que digamos, caballeros, mientras todos digamos lo mismo».
Walpole siempre negó que fuese primer ministro, y a lo largo del siglo XVIII los parlamentarios y juristas siguieron negando que tal cargo fuera conocido por la constitución. Jorge II y Jorge III hicieron denodados esfuerzos por recuperar el poder personal del monarca, pero la creciente complejidad y el gasto del gobierno hacían cada vez más necesario un ministro que pudiera contar con la lealtad de los Comunes. El largo mandato del primer ministro en tiempos de guerra William Pitt el Joven (1783-1801), combinado con la enfermedad mental de Jorge III, consolidó el poder del cargo. El título se mencionó por primera vez en los documentos gubernamentales durante la administración de Benjamin Disraeli, pero no apareció en la orden de precedencia formal británico hasta 1905.
El prestigio de las instituciones británicas en el siglo XIX y el crecimiento del Imperio británico hicieron que el modelo británico de gobierno de gabinete, encabezado por un primer ministro, fuera ampliamente copiado, tanto en otros países europeos como en los territorios coloniales británicos a medida que desarrollaban el autogobierno. En algunos lugares se adoptaron títulos alternativos como «primer ministro», «ministro principal», «primer ministro de Estado», «presidente del consejo» o «canciller», pero lo esencial del cargo era lo mismo.

### Uso moderno
A finales del siglo XX, la mayoría de los países del mundo tenían un primer ministro o ministro equivalente, que ocupaba el cargo bajo una monarquía constitucional o un presidente ceremonial. Las principales excepciones a este sistema han sido Estados Unidos y las repúblicas presidenciales de Latinoamérica que siguen el modelo del sistema estadounidense, en las que el presidente ejerce directamente el poder ejecutivo.
El ex primer ministro de Baréin, el jeque Jalifa bin Salman Al Jalifa ocupó el cargo desde 1970 hasta noviembre de 2020, lo que le convierte en el primer ministro no elegido que más tiempo ha estado en el cargo.

## Características
En general es el jefe de Gobierno en el sistema parlamentario. En otros sistemas, como el semipresidencial, el primer ministro es el funcionario encargado de la administración pública. El jefe de Estado puede ser nominalmente su superior, pero en la realidad en muchos casos tiene funciones más bien de ceremonias y protocolo, siendo el primer ministro quien gobierna el Estado.
A menudo, un primer ministro ejerce sus funciones con un presidente o un monarca que se desempeña como jefe de Estado. El primer ministro es normalmente el líder del partido político que tiene la mayoría en el parlamento. Sus responsabilidades principales incluyen coordinar la actividad del gobierno, designar a varios oficiales del gobierno, y, conjuntamente con el jefe de Estado, la representación del gobierno de su país en el mundo. Los primeros ministros pueden recibir otras denominaciones oficiales diferentes dependiendo del país en el que gobiernen.

## Ortografía y gramática
De acuerdo con las reglas gramaticales de la Real Academia Española, el femenino de «primer ministro» es «primera ministra».
También se encuentran referencias a «la primer ministra» o «la primera ministra». Un argumento que se ha dado es que «la primer» es incorrecto porque primer es apócope del adjetivo masculino; y que «la primera ministra» describe a la principal de las mujeres que integran el gabinete, cuando en realidad es la principal de todos los ministros, mujeres y hombres; entonces lo correcto sería «la primera ministra».
Se recomienda escribirlo con letras iniciales mayúsculas cuando se refiere a una persona concreta sin explicitar su nombre, así como en decretos, documentos oficiales y cartas dirigidas a la misma persona. El cargo se escribirá con minúsculas cuando preceda al nombre de quien lo ostenta, al igual que cuando se use el término en sentido genérico, sin referirse a ninguna persona en particular.